# Tous (Spagna)
Tous è un comune spagnolo di 1 199 abitanti situato nella comunità autonoma Valenciana.